# 原繁
原繁（前8世纪—前680年），中国春秋时期郑国的卿。
前718年，与祭足防备卫国、南燕国。

前707年秋周桓王亲征郑国，繻葛之战。郑军由郑庄公和原繁、高渠弥等人率领中军，祭仲指挥左方阵，公子曼伯指挥右方阵。祝聃射天子之肩，周军大败。

前680年，郑厉公复位后，责备原繁在他流亡期间不曾协助他复国，迫他自杀。

郑厉公称原繁为伯父，可能原繁为郑武公庶子、郑庄公之兄。